# リメンバー・ターン
「リメンバー・ターン」（Remember Turn）は、1984年9月5日に発売された麻倉未稀の10枚目のシングル。発売元はキングレコード/CRYSTAL BIRD。

## 概要
同月9月21日に発売された6枚目のアルバム『ROMANCE』からの先行シングル。表題曲「リメンバー・ターン」のミュージックビデオは神奈川県民ホールで撮影の一部が行われた。その時の状況について麻倉は、台風の影響で風が強く吹き、噴水の水をたくさん浴びてしまったことが印象に残っているという。また「松井五郎先生が書いてくださったとても素敵な詞で、隠れファンが多い曲です」と話している。

## 収録曲
1. リメンバー・ターン
作詞：松井五郎 / 作曲：いけたけし / 編曲：戸塚修
2. Marvelous Night
作詞：麻倉未稀 / 作曲：Michael Lin / 編曲：戸塚修